# Masakra w Kairze
Masakra w Kairze – interwencja egipskich sił bezpieczeństwa w dwóch obozach zwolenników obalonego prezydenta Muhammada Mursiego w Kairze. Krwawa pacyfikacja obozów wywołała falę przemocy w całym kraju w której łącznie zginęło 638 osób, a 4 tys. zostało rannych.

## Tło
3 lipca 2013, po masowych antyprezydenckich protestach, w Egipcie doszło do wojskowego zamachu stanu, w wyniku którego odsunięty od władzy został prezydent kraju Muhammad Mursi, politycznie związany z Bractwem Muzułmańskim. Swoje protesty i kampanię społecznego nieposłuszeństwa rozpoczęli wówczas zwolennicy obalonej władzy. W kraju dochodziło do starć między przeciwnikami Muhammada Mursiego i jego obrońcami. Przeradzały się one w mniejsze i większe potyczki oraz pogromy ludności. 7 lipca 2013 zwolennicy Mursiego usiłowali zająć szturmem kairskie koszary Gwardii Republikańskiej. Zginęły wówczas 54 osoby.
Utworzenie nowych władz z tymczasowym prezydentem Adlim Mansurem i premierem Hazimem al-Biblawim nie uspokoiło sytuacji. 12 lipca 2013 siły bezpieczeństwa zapowiedziały, że nie będą interweniować podczas pokojowych protestów, jednak już trzy dni później użyły gazu łzawiącego, gdy w centrum Kairu doszło do starć między zwolennikami Mursiego a mieszkańcami miasta. 27 lipca 2013 policja spacyfikowała tłum złożony ze zwolenników Bractwa Muzułmańskiego, zebrany w pobliżu meczetu Rabi’a al-Adawijja w Kairze. Kiedy do akcji wkroczyły siły specjalne, zginęły co najmniej 82 osoby, a 175 zostało rannych.
W odpowiedzi na kolejną masakrę do mediacji w celu zaprowadzenia spokoju w państwie przystąpili zagraniczni dyplomaci ze Stanów Zjednoczonych, Unii Europejskiej i krajów znad Zatoki Perskiej. Z kolei przeciwnicy nowych władz rozbili „siedzące obozy” pod meczetem Rabi’a al-Adawijja i na placu An-Nahda. 7 sierpnia 2013 Adli Mansur ogłosił fiasko międzynarodowej mediacji, obarczając winą za to Bractwo Muzułmańskie. Tego samego dnia premier al-Biblawi strzegł, że „cierpliwość rządzących niemal się wyczerpała”, gdyż protestujący „przekroczyli wszelkie granice”. Wśród przewinień demonstrantów wymienił podżeganie do przemocy, użycie broni, blokowanie dróg i przetrzymywanie obywateli. W związku z tym szef rządu zagroził rozbiciem dwóch obozów protestujących w stolicy Egiptu.
12 sierpnia 2013 władze ogłosiły, iż odraczają akcję rozbicia obozów demonstrantów. Powodem była chęć uniknięcia rozlewu krwi. 13 sierpnia 2013, wobec fiaska międzynarodowej mediacji, Bractwo ogłosiło, iż jest skłonne podjąć negocjacje z rządem, w których rolę mediatora odegrają przedstawiciele kairskiego meczetu Al-Azhar, najważniejszej instytucji religijnej w Egipcie. Mimo tego 14 sierpnia 2013 zapowiadana akcja rozbicia obozów została przeprowadzona.

## Przebieg wydarzeń

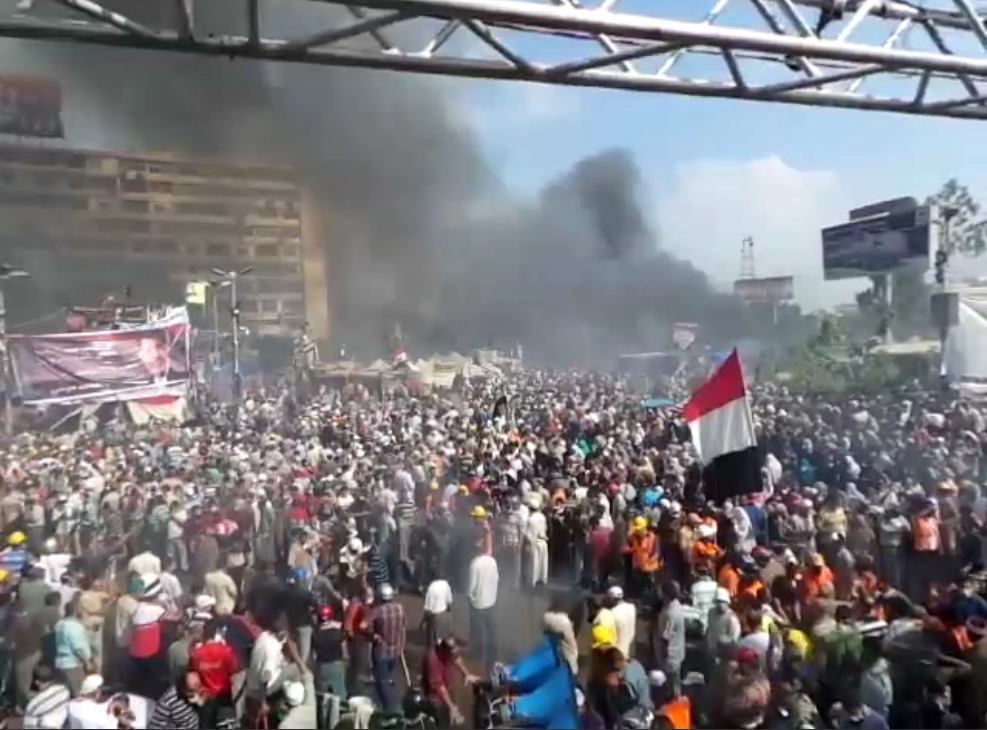
Plac przed meczetem Rabi’a al-Adawijja w południe 14 sierpnia 2013

Interwencja egipskich służb bezpieczeństwa przed meczetem Rabi’a al-Adawijja na północy stolicy i placu An-Nahda w pobliżu Uniwersytetu Kairskiego rozpoczęła się ok. 7 rano 14 sierpnia 2013. Początkowo policja nawoływała przez głośniki do opuszczenia „siedzących obozów”. Następnie oponentów potraktowano gazem łzawiącym. Nad miejsce zajść nadleciał śmigłowiec, a do akcji wkroczyły siły specjalne wyposażone w pojazdy opancerzone oraz buldożery, które zniosły z poziomu ziemi obozy oponentów. Według rzecznika Bractwa Muzułmańskiego do protestujących strzelali policyjni snajperzy. Wokół leżały ciała rannych, których opatrywali lekarze w maskach gazowych lub okularach do pływania. O godz. 9. Ministerstwo Spraw Zagranicznych podało, że plac An-Nahda znalazł się pod kontrolą sił bezpieczeństwa.
Według świadków wydarzeń, to co działo się w Kairze przerodziło się w „istne szaleństwo” oraz było „zbrodnią przeciwko ludności”. Siły bezpieczeństwa strzelały do protestujących, ci zaś obrzucali policjantów koktajlami Mołotowa i kamieniami. Do demonstrantów strzelano również z helikopterów. Wśród zastrzelonych znaleźli się kamerzysta Sky News Mick Deane oraz arabska dziennikarka, Habiba Ahmad Abd al-Aziz.
Po pacyfikacji na ziemi przed świątynią Rabi’a al-Adawijja ułożono setki ciał w białych całunach. Niektóre ciała według świadków były „poszatkowane, z odrąbanymi głowami i dłońmi”. Na wieść o masakrze w Kairze do kolejnych walk między zwolennikami i przeciwnikami Bractwa Muzułmańskiego doszło m.in. w Aleksandrii, Al-Minji, Asjucie, Fajumie i Suezie. W ich toku islamiści zaczęli także atakować koptyjskie kościoły. Organizacja Anti-Coup Alliance zrzeszająca zwolenników Muhammada Mursiego nawoływała do masowych demonstracji przeciwko nowej władzy. Z kolei rząd Egiptu wezwał ich, by „słuchali głosu rozsądku” i zaprzestali przemocy. Prezydent Adli Mansur nakazał też armii, aby udzieliła MSW wsparcia w przywracaniu w kraju porządku.
Pacyfikacja zakończona demontażem obozów według Ministerstwa Zdrowia zakończyła się śmiercią 638 osób – 595 cywilów i 43 funkcjonariuszy sił bezpieczeństwa. 4 tys. osób zostało rannych. 288 osób zginęło przed meczetem Rabi’a al-Adawijja, o połowę mniej na placu An-Nahda. Pozostałe ofiary straciły życie w starciach w innych częściach Kairu oraz w przemocy w innych miastach i na prowincji. Według Human Rights Watch tylko pod Rabi’a al-Adawijja zginęło 377 osób.

## Wpływ na sytuację w kraju

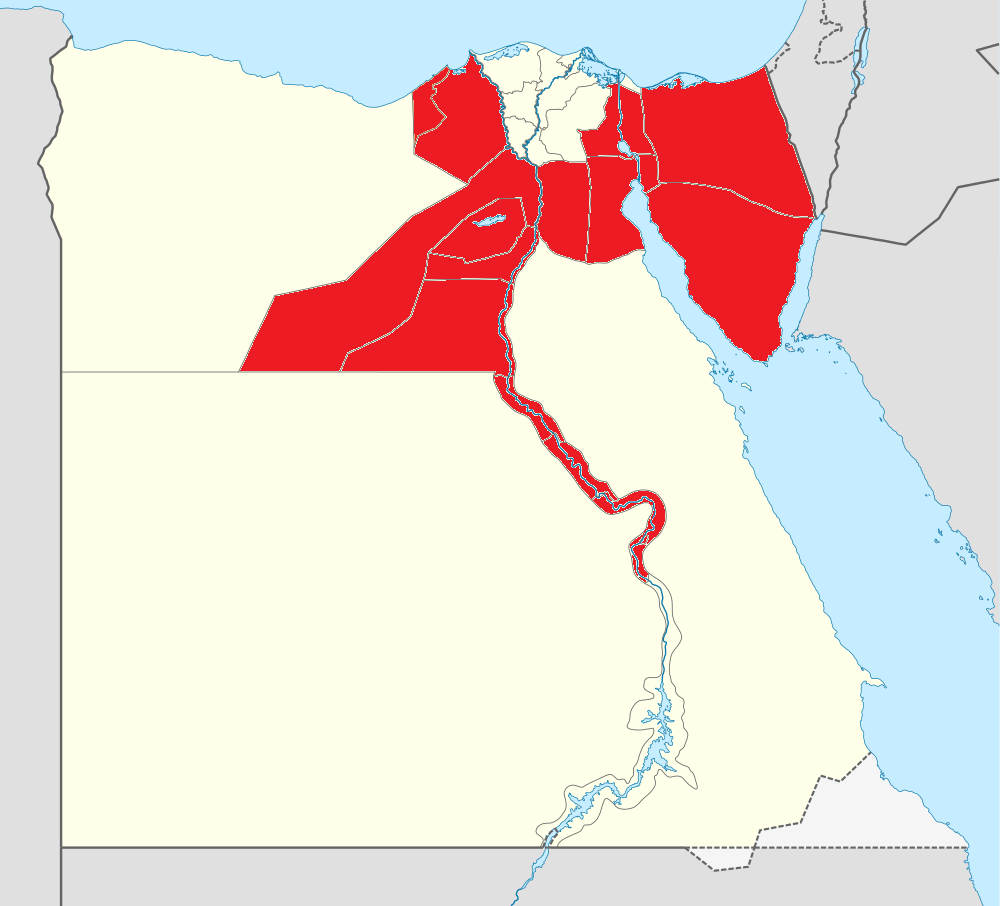
Stan wyjątkowy w Egipcie (14 sierpnia – 14 listopada 2013)

O godz. 16 rząd wprowadził stan wyjątkowy na okres co najmniej jednego miesiąca oraz godzinę policyjną w 10 prowincjach (Kair, Giza, Aleksandria, Bani Suwajf, Al-Buhajra, Synaj Północny, Suez, Ismailia, Al-Minja, Asjut, Sauhadż oraz Synaj Południowy, gdzie jednak zniesiono godzinę policyjną ze względu na znajdujące się tam kurorty). Godzina policyjna obowiązywała do odwołania w godz. 19-6 w kilkunastu prowincjach, m.in. w Kairze, Aleksandrii i Suezie. 24 sierpnia 2013 godzinę policyjną skrócono o dwie godziny, gdyż rozpoczynała się o 21. z wyjątkiem piątków, tradycyjnego dnia modłów, kiedy godzina policyjna nie obowiązywała. Za jej naruszenie groziła kara więzienia. 12 września 2013 stan wyjątkowy i godzina policyjna została przedłużona o kolejne dwa miesiące, z kolei od 21 września 2013 godzina policyjna obowiązywała od północy do 5. rano.
15 sierpnia 2013 wieczorem w kairskiej dzielnicy Al-Ma’adi trwały walki między zwolennikami Bractwa Muzułmańskiego a mieszkańcami. Ze względu na sytuację w kraju zamknięto przejście graniczne ze Strefą Gazy w Rafah. Hamas rządzący w Strefie określił wydarzenia w Egipcie jako „straszliwą masakrę policyjną” (Muhammad Mursi popierał Hamas w konflikcie izraelsko-palestyńskim). Bractwo Muzułmańskie wezwało swoich zwolenników na zorganizowanie w piątek 16 sierpnia 2013 „marszu gniewu milionów”. Rano 16 sierpnia 2013 napastnicy z półciężarówek za pomocą broni automatycznej ostrzelali posterunek wojska na placu Tahrir.
W trakcie „Dnia Gniewu” zginęły łącznie 173 osoby, z czego podczas walk na Placu Ramsis i w całym Kairze zginęło 95 osób. W stolicy zastrzelony został m.in. syn duchowego lidera Bractwa Muzułmańskiego Muhammada Badiego – Ammar. Policja zatrzymała również jednego z przywódców Partii Wolności i Sprawiedliwości, politycznego ramienia Bractwa Muzułmańskiego Gamala Heszmata. Tego dnia także w kilku miastach – Ismailia, Al-Arisz, Aleksandria, Fajum, Damietta – doszło do starć zwolenników obalonej władzy ze służbami bezpieczeństwa. W samej tylko Aleksandrii zginęło 25 osób.
Demonstranci w stolicy podczas „Dnia Gniewu” gromadzili się na placu Ramsis, gdzie padły strzały z ostrej amunicji. 700 osób zabarykadowało się w meczecie Al-Fath mieszczącym się na placu Ramsis, w obawie przed represjami i aresztowaniem oraz atakami ze strony wrogich cywilów, oczekujących na nich pod meczetem. Wojsko w nocy z 16 na 17 sierpnia 2013 zaproponowało, by kobiety opuściły meczet, by mężczyźni mogli zostać przesłuchani w środku. Demonstranci odrzucili propozycję. Wówczas armia weszła do meczetu i rozpoczęła negocjacje z protestującymi. Po południu 17 sierpnia 2013 zarządzono ewakuację meczetu. Z minaretu padły strzały w kierunku sił bezpieczeństwa. Zatrzymano wielu zwolenników Bractwa Muzułmańskiego Podczas szturmu policja siłą wyprowadziła ze świątyni siedmiu lub ośmiu mężczyzn. Tłum rzucił się na nich, bijąc ich metalowymi prętami. Policja strzelała w powietrze, by rozpędzić napastników.
Policja w całym kraju w trzy dni aresztowała ponad 1000 zwolenników Bractwa Muzułmańskiego. W Gizie aresztowany został również brat lidera Al-Kaidy, Ajmana Az-Zawahiriego – Muhammad, konserwatysta i zwolennik Mursiego.
17 sierpnia 2013 w zamieszkach w całym kraju zginęło łącznie 79 osób. 18 sierpnia 2013 Bractwo Muzułmańskie odwołało niektóre demonstracje w planowanym „tygodniu przeciwko zamachowi stanu”. Początkowo w tygodniu planowano dziewięć wielkich manifestacji, jednak kilka z nich zostało odwołanych ze względu bezpieczeństwa, gdyż zdaniem organizatorów armia rozmieściła snajperów na dachach budynków wzdłuż planowanych tras protestów. Z kolei pod kairskim więzieniem Abu Zabal, napastnicy zaatakowali konwój policyjny, w którym przewożono 612 islamistów. 36 osób zginęło, niektórzy z nich udusili się po użyciu gazu łzawiącego.
W okresie od 14 do 18 sierpnia 2013 z powodu użycia przez siły bezpieczeństwa w Egipcie życie straciło łącznie 1089 osób. Amnesty International zaapelowała o niezależne śledztwo w sprawie zabójstw popełnionych przez egipskie siły bezpieczeństwa, a także tortur oraz naruszania praw do swobodnych wypowiedzi i zgromadzeń. Organizacja dodała, że przemoc polityczna wywołała falę przemocy religijnej, kiedy to islamiści atakowali Koptów.
Do więzienia Abu Zabal trafił m.in. egipski dziennikarz Al-Dżaziry Abdullah Szami. Nie postawiono mu żadnych zarzutów. Wcześniej zatrzymani zostali także dwaj kanadyjscy dziennikarze zmierzający do Strefy Gazy. Z kolei w nocy z 19 na 20 sierpnia 2013 podczas obowiązującej godziny policyjnej w prowincji Al-Buhajra zastrzelony przez siły bezpieczeństwa został Tamer Abdel Rauf, który był szefem regionalnego oddziału gazety „Al-Ahram”. Dziennikarza zastrzelono, kiedy jechał z nadmierną prędkością i nie zatrzymał się do kontroli drogowej.
19 sierpnia 2013 radykalni islamiści na Półwyspie Synaj zaatakowali mikrobusy przewożące nieuzbrojonych policjantów i dokonali egzekucji 25 z nich. Napastnicy wyprowadzili niebędących na służbie funkcjonariuszy z mikrobusów, kazali im położyć się na ziemi, po czym oddali do nich strzały. Do zajścia doszło w pobliżu przejścia granicznego Rafah, między Egiptem a palestyńską Strefą Gazy. Przez pięć dni od rozbicia obozów w Kairze w Egipcie zginęło ponad 830 osób, w tym 70 policjantów i żołnierzy.
Także 19 sierpnia 2013 służby bezpieczeństwa aresztowały duchownego lidera Bractwa Muzułmańskiego Muhammada Badiego. Poszukiwany nakazem aresztowania wydanym zaraz po obaleniu Mursiego, został zatrzymany w mieszkaniu w dzielnicy Nasr City na wschodzie Kairu. Na 25 sierpnia 2013 wyznaczono datę początku jego procesu oraz innych członków Bractwa Muzułmańskiego. Dzień po aresztowaniu Badiego, Bractwo Muzułmańskie wybrało na tymczasowego przewodniczącego Mahmuda Ezzata, dotychczasowego zastępcę Badiego. Jednak proces członków Bractwa Muzułmańskiego został odroczony ze względów bezpieczeństwa do 29 października 2013. Mimo tego pierwsze wyroki zapadły 3 września 2013, kiedy egipski trybunał wojskowy skazał 11 członków Bractwa Muzułmańskiego na dożywocie za akty agresji. 45 innych osób otrzymało karę pięciu lat pozbawienia wolności, a 8 pozostałych uniewinniono. Z kolei 1 września 2013 prokuratura skierowała do sądu sprawę przeciwko Muhammadowi Mursiemu pod zarzutem dopuszczenia się aktów przemocy i podżegania do przemocy.
Wcześniej, bo 29 sierpnia 2013 siły bezpieczeństwa aresztowały Muhammada al-Biltadżiego, sekretarza generalnego Partii Wolności i Sprawiedliwości, politycznego skrzydła Bractwa Muzułmańskiego. Sam al-Biltadżi stwierdził, że stawiane mu zarzuty są umotywowane politycznie i nie mają oparcia w faktach. Wezwał także swoich zwolenników do masowych protestów. Tym samym 30 sierpnia 2013 na ulice egipskich miast ponownie wyszli zwolennicy Bractwa Muzułmańskiego. Zakończyły się one śmiercią dziewięciu osób, w tym trzech policjantów zastrzelonych przez islamistów. Kolejne protesty odbyły się 3 września 2013 w dniu ogłoszenia wyroków wobec członków Bractwa Muzułmańskiego.
23 września 2013 egipski sąd zakazał działalności Bractwu Muzułmańskiemu w kraju, konfiskując wcześniej zamrożone aktywa organizacji, z kolei 8 października 2013 rząd usunął Stowarzyszenie Braci Muzułmanów z rejestru organizacji pozarządowych. 14 listopada 2013 zniesiono trwający trzy miesiące stan wyjątkowy i godzinę policyjną. 25 grudnia 2013 egipski rząd uznał Bractwo Muzułmańskie za organizację terrorystyczną, dwa dni po zamachu z Al-Mansury, w którym zginęło 16 osób. Zamachy, których dokonała dżihadystyczna organizacja Ansar Bajt al-Makdis, prowadząca od czasu obalenia Husniego Mubaraka działania terrorystyczne na Półwyspie Synaj, stały się przykrywką do marginalizacji Bractwa Muzułmańskiego.

## Reakcje

### Reakcje w kraju
W efekcie przemocy z 14 sierpnia 2013 do dymisji podał się wiceprezydent Muhammad el-Baradei. Był to czołowy działacz egipskiej świeckiej opozycji oraz laureat Pokojowej Nagrody Nobla. O swojej decyzji poinformował Adlego Mansura listownie. „Jak pan wie, widziałem, że istniały pokojowe sposoby, by zakończyć tę walkę w społeczeństwie, że istniały proponowane i nadające się do przyjęcia rozwiązania, które uruchomiłyby dojście do narodowego konsensusu. Stało się dla mnie trudne dalsze ponoszenie odpowiedzialności za decyzje, z którymi się nie zgadzam i których konsekwencji się obawiam. Nie mogę ponosić odpowiedzialności za choćby jedną kroplę krwi” – napisał el-Baradei. Dodał, że za to co się stało odpowiedzialne były skrajne ugrupowania wzywające do przemocy. 18 sierpnia 2013 el-Baradei opuścił Egipt udając się do Wiednia. Laureat pokojowej Nagrody Nobla został oskarżony o zdradę narodową, rezygnując z powierzonego mu stanowiska. W związku z tym na wrzesień 2013 wyznaczono mu rozprawę sądową.
Tymczasem premier Hazim al-Biblawi bronił podjętej na jego polecenie interwencji w Kairze. „Uznaliśmy, że sprawy osiągnęły stan, którego szanujące siebie państwo nie może zaakceptować”. Dodał, że wobec „rozprzestrzenienia się anarchii oraz ataków na szpitale i komisariaty policji” nie miał innego wyboru. Ponadto minister spraw wewnętrznych zapowiedział, że przeciwko atakującym państwowe instalacje i siły bezpieczeństwa będzie używana ostra amunicja. Jednocześnie rząd zapraszał niezaangażowanych w przemoc do dialogu. Kilka dni później Biblawi zaproponował zdelegalizowanie i rozwiązanie Bractwa Muzułmańskiego.
Generał Abd al-Fattah as-Sisi, stojący na czele resortu obrony, po wydarzeniach powiedział, że „armia nie będzie stała bezczynnie w obliczu przemocy”. Dodał, że armia stoi na straży woli ludu, który chciał obalenia Muhammada Mursiego. Zaapelował o włączenie islamistów do procesu politycznego. Według niego „w Egipcie jest miejsce dla wszystkich”. Przygotowany przez wojsko plan wyjścia z kryzysu zakładał wprowadzenie zmian w konstytucji oraz przeprowadzenie nowych wyborów parlamentarnych i prezydenckich w 2014, po 9-12 miesiącach władzy wojskowego rządu tymczasowego.
Poparcie dla działań armii wyraził Kościół koptyjski, zrzeszający 10% populacji Egiptu, czyli ok. 11 milionów ludzi. Według duchownych armia walczyła ze „zbrojnymi ugrupowaniami” i „terroryzmem”. Podczas kryzysu w Egipcie zwolennicy Bractwa Muzułmańskiego zniszczyli 49 chrześcijańskich świątyń.

### Reakcje międzynarodowe
Zaniepokojenie wydarzeniami w Kairze wyraziła Unia Europejska oraz przedstawiciele Wielkiej Brytanii, Niemiec, Stanów Zjednoczonych, Iranu, Turcji oraz Kataru. Wysoki przedstawiciel Unii do spraw zagranicznych i polityki bezpieczeństwa Catherine Ashton wezwała egipskie siły bezpieczeństwa do powściągliwości i unikania sytuacji prowokujących przemoc. Wyraziła też ubolewanie ze względu na ofiary. Przewodniczący Rady Europejskiej i Komisji Europejskiej – Herman Van Rompuy i José Manuel Barroso – zaapelowali do wszystkich stron konfliktu o powściągliwość i podjęcie kroków, aby zapobiec eskalacji przemocy. Dodali, że w grę wchodzi rewizja stosunków, jeśli akty przemocy nie ustaną. Z kolei sekretarz generalny ONZ Ban Ki-moon wezwał Egipcjan do pojednania. Niemiecki minister spraw zagranicznych Guido Westerwelle wezwał strony do politycznego dialogu i zakończenia uciekania się przemocy. Wydarzenia z Kairu potępiła także m.in. Wielka Brytania.
Prezydent Stanów Zjednoczonych Barack Obama potępił działania podjęte przed rząd w Kairze i wezwał do respektowania prawa obywateli do pokojowych protestów. Prezydent USA odwołał wspólne manewry wojskowe z armią Egiptu. Minister obrony USA Chuck Hagel w rozmowie telefonicznej poinformował gen. as-Sisiego, że przemoc w Egipcie naraża długoletnie związki wojskowe między krajami. Departament Stanu USA potępił także ataki na koptyjskie kościoły i budynki rządowe. Ich autorami byli zwolennicy obalonego prezydenta Muhammada Mursiego.
Z kolei prezydent Turcji Abdullah Gül, twierdził, że środki zastosowane przeciwko cywilom w Kairze są nie do zaakceptowania. Turecki premier Recep Tayyip Erdoğan wezwał do natychmiastowego przerwania masakry w Egipcie. Zaapelował również do Rady Bezpieczeństwa ONZ i Ligi Arabskiej o doprowadzenia spokoju w Kairze. Podobny apel do RB ONZ wystosowała Francja, Wielka Brytania i Australia. Sama RB ONZ zaapelowała do stron od wyrzeczenia się przemocy. Ponadto Egipt odwołał swojego ambasadora z Turcji. Była to odpowiedź na jawną krytykę wydarzeń w Kairze przez Ankarę. Do powstrzymania się od przemocy wobec demonstrantów zaapelował Katar, natomiast Iran ostrzegł przed poważnymi konsekwencjami takiego postępowania sił bezpieczeństwa, co według Teheranu mogło doprowadzić do wojny domowej.
Reakcję Zachodu wobec wydarzeń w Egipcie „haniebną” nazwał niemiecki dziennik „Süddeutsche Zeitung”. Opiniotwórcza gazeta ostro skrytykowała państwa Zachodu za bezczynność wobec puczu wojskowego i działania armii wobec zwolenników Bractwa Muzułmańskiego.
Działania armii poparła Arabia Saudyjska, która sprzeciwiała się „terroryzmowi” i próbom zdestabilizowania Egiptu. Arabia Saudyjska jak jedno z pierwszych państw przyjęła z zadowoleniem obalenie Mursiego w lipcu 2013. 18 sierpnia 2013 saudyjski minister spraw zagranicznych książę Saud al-Faisal podczas spotkania z francuskim prezydentem François Hollandem powiedział, że Zachód nie powinien naciskać egipskiego wojska, aby zaprzestał represji wymierzonych w Bractwo Muzułmańskie, gdyż nic nie osiągnie się za pomocą gróźb. Dodał, że Arabia Saudyjska jest skora wspomóc Egipt finansowo, kiedy odwróci się od niego Zachód. Demonstracje przeciwko przemocy w Egipcie odbyły się 18 sierpnia 2013 w kilku krajach arabskich. W wyrazach solidarności z Egiptem, ludzie wyszli na ulice m.in. w Maroku, Pakistanie, a także Japonii.